# Mitropa

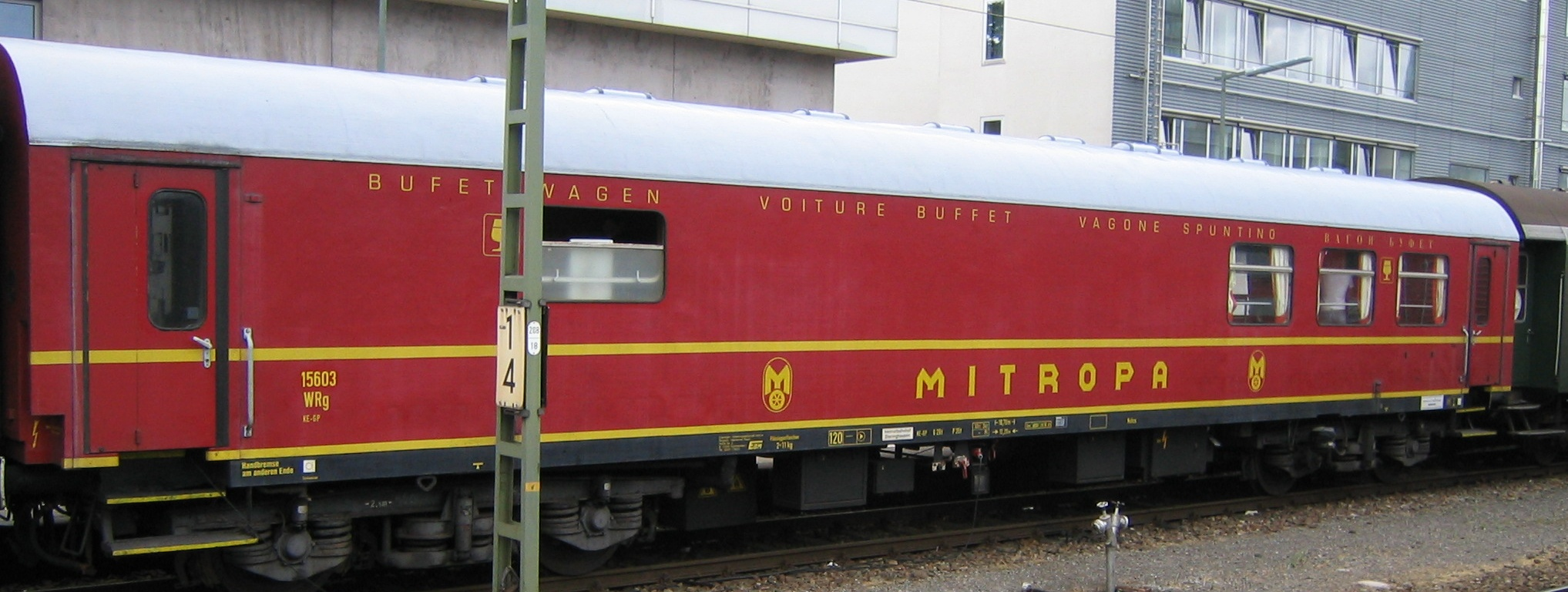
Restaurangvagn av äldre modell

Mitropa (från ty. Mitteleuropa, Mellaneuropa), var ett tyskt företag inom järnvägsbranschen, grundat 1916. Företaget blev känt under mellankrigstiden för sina sovvagnar och restaurangvagnar. Företaget grundades den 24 november 1916 som Mitteleuropäische Schlafwagen- und Speisewagen Aktiengesellschaft av järnvägsförvaltningarna i Tyskland, Österrike och Ungern. 
Företaget delades efter andra världskriget upp men är numera åter ett och samma. I Östtyskland behölls namnet Mitropa.
Kort efter krigsslutet tog Mitropas medarbetare i Berlin över företaget och lät det åter bli ett aktiebolag - ett av de få som tilläts existera i DDR.
I Västtyskland övertogs Mitropas verksamhet av DSG. Efter återföreningen slogs DSG och Mitropa samman. Idag ingår det gamla Mitropa i  SSP Deutschland GmbH.